# Iosif Romanov
Iosif Romanov ortografiat și Romano (n.  17 iulie 1803, Bendorf, Scaunul Nocrich, Transilvania, azi Benești, județul Sibiu) a fost un tipograf, librar și editor român din București din prima jumătate a secolului XIX.

## Biografie
În anul 1827, este menționat pentru prima dată numele lui Iosif Romanov pe o carte, care-l recomanda ca librar în București. Cartea se intitula Începutul obiceiului de a se întrebuința în zilele Sfintelor Paști ouă roșii și fusese scrisă de Constantin, preotul Patriarhiei Țarigradului. Tradusă din limba greacă în românește de Alexandru Geanoglu Lesviodax, ea văzuse lumina tiparului în tipografia Mitropoliei.
Din tradiția păstrată în familie, el s-ar fi născut la 17 iulie 1803, în Transilvania, la Bendorf, scaunul Nocrich, lângă Sibiu. Părinții săi, Iosif și Maria, erau români din ținutul Târnavelor, cu ascendenți, probabil, în rândul familiilor de negustori care activaseră în zona comercială a Sibiului. Iosif, ca și frații săi mai mari, Ana și Ioan, a învățat carte la școlile românești din Transilvania, care i-au imprimat conștiința latinității poporului român. 
La Sibiu, împreună cu un alt ardelean, Iosif Popovici, a cunoscut activitatea tipografică a sașilor, cu care va păstra strânse legături pe toată perioada activității de mai târziu. Casa de comerț Constantin Hagi Pop ori altele similare ale grecilor, precum era aceea a lui Manicate Safranos sau Hagi Gheorghe Polizu, le-au înlesnit celor doi stabilirea în Țara Româneasca și începutul activității lor, acțiune pusă în legătură cu activitatea culturală desfășurată de românii de o parte și de alta a Carpaților în primele decenii ale secolului al XIX-lea. Din documentele vremii precum Catagrafia supușilor străini din anul 1841-Arhivele statului București, fondul Agie, reiese că Iosif Romanov, librarul, venise în capitala Țării Românești de la Sibiu și că era supus cezaro-crăiesc, adică austriac, având actul de suditare 46, statut care conferea o serie de privilegii celor care se stabileau și își desfășurau comerțul în Principatele române.
În asociere sau tovărășie, cum se mai spunea atunci, Iosif Romanov va înființa prima Companie de carte românească cu sediul în București care ulterior va avea reprezentanți la Viena, Constantinopol și Cairo. Cam în același timp, după ce tipărise la Sibiu Gramatica romanescă - 1828 -Ion Heliade Rădulescu reușea să cumpere tipografia privilegiată a doctorului Constantin Caracas, în care va tipări Curierul românesc începând cu anul 1829, precum și o serie întreagă de traduceri din literatura universală, care asigurau culturii românești o largă deschidere spre Europa. Încă din primii ani de apariție, gazeta lui Heliade își anunța cititorii despre cărțile ce se află de vânzare la Iosif Romanov, librierul roman, iar în 1830, tipărindu-se la Craiova Dialoguri francezo-romanești ale profesorului Grigore Pleșoianu, se menționa, pe prima pagină, că această carte se află de vânzare în București la domnii librieri George Petrovici și Iosif Romanov. Tot din paginile acestei cărți cunoaștem numele prenumeranților la cărțile tipărite de I. Heliade Rădulescu, printre abonații din București fiind menționați și Iosif Romanov și Iosif Popovici, „vânzători de cărți bisericești lângă  Sfântul Gheorghe Nou".
Informația potrivit căreia sediul librăriei înființate de cei doi se afla în apropiere de biserica Sfântul Gheorghe Nou este confirmată și de alte izvoare. Astfel, în Catagrafia Statisticească a Poliției București din anul 1831 se menționează că Iosif Romanov era supus chesaro-craiesc și că activa în culoarea de roșu a Capitalei, adică în centrul negustoresc din mahalaua Sfântul Gheorghe Nou, la numărul 419, având închiriată bolta răposatului doctor Panaiotache Ștefan, fostul medic al Școlii de la Sfântul Sava, decedat în 1829 din cauza ciumei care bântuise Bucureștiul. La rândul său, Ion Heliade Rădulescu, care îl încurajase în activitatea sa, propunându-i să înființeze o asociație culturală de difuzare a cărților și presei românești, avea să-și amintească peste ani: „Nu trecu mult și Iosif Romanov se stabili într-o boltă în colț la Sfântul Gheorghe, spre Bărăția. Pe atunci ieșiră din tipografia sa  Meditațiunile lui Lamartine, Luarea Corintului, Corsarul, Lara, Logodnica d-Abydos, Bepo, Cerul și Pământul de lord Byron."
Așadar, librăria lui Iosif Romanov devenise un centru de desfacere a gazetelor și cărților tipărite începând din 1829 de către Ion Heliade Rădulescu.
Strâns legată de carte și implicit de actul educațional, cultural, activitatea de librărie are ca scop circulația acesteia de la autor și tipograf la cititor. Pe Iosif librarul îl aflăm în această perioadă implicat și în procesul educațional al noilor generații, întreținând strânse relații cu profesori ca Ion Heliade Rădulescu, Simion Marcovici, Florian Aaron, Ioan Gherasim Gorjan, Nicolae Simonide, Grigore Plesoianu, Ioan Maiorescu, Dionisie Romano ș.a. Pentru contribuția sa la înzestrarea bibliotecii Colegiului de la Sfântul Sava, Obșteasca Adunare a Țării Românești poruncea ca "pe leatul 1834 să se achite domnului Iosif Romanov, pentru cărțile în limba românească suma de 1326,60 lei". Unele din aceste cărți fuseseră oferite ca premii elevilor la finele anului școlar. În anii următori, 1835-1838, după cum rezultă din Analele parlamentare vol. VII-VIII, numele său este menționat din nou pentru plata cărților românești destinate elevilor, precum și a abonamentelor la periodicele din Transilvania și Moldova.
Pentru răspândirea cuvântului scris în limba română, dar, totodată, și pentru cunoașterea de cât mai mulți cititori din toate provinciile istorice românești a cărților ce se tipăreau în acel timp, Iosif Cărturarul, editează și primele cataloage de librărie. Cel dintâi a fost tipărit în anul 1833, urmat apoi de acela din 1836, intitulat "Katalog pentru toate cărțile ce se află în librăria D. D. Iosif Romanov și compania, în București la nr.419 Vapseaua Roșie, în ulița Brașovenilor. În anul următor un nou catalog de cărți ale acestui librar era tipărit la sfârșitul volumului Istoria Genovevei de Brabant, al cărei editor era. Au urmat apoi cataloagele din anii 1838, 1840 și 1845. Cel mai complet și mai bine sistematizat este catalogul din anul 1838. Acesta cuprindea două părți, prima conținând cărțile pentru sfintele biserici, iar cea de-a doua cărțile profane sau mirenești. Prezentarea lor era făcută în ordine cronologică și alfabetică, indicându-se numele autorilor. Folosirea cataloagelor de librărie, care constituiau adevărate cărți de vizită pentru Iosif Romanov și compania sa, îl recomandau ca staroste al librarilor, cu o bogată activitate într-o perioadă când cartea își făcea cu greu drumul de la autor la cititor. Cunoașterea prin intermediul acestor cataloage ale cărților și autorilor lor pe întreg spațiul locuit de români reprezintă totodată mărturia unității culturale a românilor de atunci, după cum aprecia, renumitul autor al Bibliografiei literare române, Nicolae Georgescu-Tistu, în anul 1932.
Rigorile cenzurii, drumurile lungi și anevoioase, nu lipsite de riscuri, prețul ridicat al cărților pentru cei cu venituri modeste, nu au putut împiedica totuși circuitul valorilor culturale și spirituale. Erau situații în care locuitorii unui întreg sat cumpărau cărți, în special religioase, pe care le dădeau în păstrare preotului, spre folosul lor și al generațiilor următoare. Tot atunci se utiliza sistemul listelor de "prenumeranți", pe care Iosif Romanov le adăuga la fiecare carte ce se tipărea pentru a se cunoaște în rândul obștei toți aceia care au contribuit la realizarea ei. Aparținând unor categorii sociale diferite, prenumeranții realizau, prin gestul lor, un act de solidaritate culturală.
Un aspect semnificativ din activitatea librarului o constituie relațiile sale cu cărturarii români din Transilvania. Fiind născut în Transilvania, el a fost strâns legat de oamenii și locurile de acolo. Trecerea munților spre Sibiu și Brașov era înlesnită de faptul că era subiect (supus) austriac, având pașaportul eliberat de Consulatul austriac din București. Nu numai drumurile sale în Ardeal, dar și călătoriile în Țara Românească ale unor intelectuali transilvăneni ca Timotei Cipariu și George Barițiu în deceniile al patrulea și al cincilea din secolul trecut au contribuit la strângerea acestor relații. Datorită legăturilor pe care și le crease, Compania de carte româneasca a lui Iosif Romanov ajunsese sa fie cunoscută și apreciată, ea realizând un adevărat circuit al valorilor spirituale românești între cele trei provincii istorice Țara Românească, Moldova și Transilvania. Totodată, ea a constituit o poartă de pătrundere în Țările Române a culturii occidentale cât și a celei orientale. Este cunoscut faptul că realizarea faimoasei biblioteci a lui Timotei Cipariu, profesor la Blaj, s-a făcut și cu contribuția lui Iosif Romanov fapt ce rezulta din corespondența acestora aflată, în prezent, la Arhivele Statului Filiala Cluj, precum și din lucrarea lui Jako Zsigmond intitulată „Philobiblon transilvan ”.
George Nicolau, asociatul lui Romanov, realiza circulația cărții spre Sibiu, Brașov și Viena, iar Simion Petrovici era reprezentantul companiei la Constantinopol, iar mai târziu la Cairo. Prin intermediul celui din urmă erau aduse la Blaj lui Cipariu cele mai valoroase și rare cărți ale lumii orientale. "Cinstite domnule Petrovici-scria Timotei Cipariu- mă simt dator a vă mulțumi... pentru catalogul ce ați binevoit a-mi trimite prin prietenul nostru Iosif Romanov".
În vara anului 1836 George Barițiu și Timotei Cipariu soseau în București pentru a contacta pe cei mai de seamă reprezentanți ai mișcării culturale din Țara Românească, în frunte cu Ion Heliade-Rădulescu și Ioan Câmpineanu. Cu acest prilej -după cum o atestă notele lor de călătorie- ei îl vizitează și pe Iosif Romanov. De asemenea corespondența celor doi fruntași transilvăneni evidențiază o strânsă colaborare cu librarul din București. Periodice ca " Organul luminarii", editat de Cipariu la Blaj, "Foaia Duminecii", "Gazeta de Transilvania " și "Foaia pentru minte, inimă și literatură" scoase de George Barițiu, la Brașov, erau răspândite la sud de Carpați prin difuzorii Companiei Romanov. Din cercetarea presei romanești de până la 1848, rezultă că Iosif Romanov a fost nu numai principalul difuzor și corespondent al gazetelor din Transilvania, dar și al celor din Țara Românească și Moldova. Astfel, ziare din Țara Românească precum "Curierul românesc", "Curierul de ambe sexe " ale lui Heliade Rădulescu, "Gazeta Teatrului Național", "Universul " lui Iosif Genilie, sau cele din Moldova ca "Icoana lumii", "Albina românească", a lui Gheorghe Asachi, "Dacia literară" a lui Mihail Kogălniceanu, erau difuzate tot de librarul bucureștean.
Pe lângă activitatea de librărie Iosif Romanov s-a făcut remarcat și ca editor. Pentru perioada anterioară anului 1848, dintre cărțile pe care le-a editat pot fi amintite "Fabulele" lui Dimitrie Țichindeal, "Pildelele lui Esop " și "Genoveve de Brabant". Acestora li se adaugă cărțile religioase pe care le-a tipărit la Sibiu în tipografia lui George de Klosius pe cheltuiala sa, ca "Alfavita sufletească", "Cazania", diverse "Ceasloave", precum și altele scoase la Brașov în tipografia lui Iohann Gott. (Fragment din articolul cu același titlu semnat de Cristian Romano în ANUARUL ARHIVELOR BUCURESTI NR.1/1996 pag.32-42 )